# East End Bridge
Die East End Bridge (auch Frank Gatski Memorial Bridge oder 31st Street Bridge genannt) ist eine rund 275 Meter lange Schrägseilbrücke, die zwischen Huntington, West Virginia und Proctorville, Ohio den Fluss Ohio in den USA überquert. Der Pylon der Brücke steht nicht mittig, sondern asymmetrisch zur Gesamtlänge der Brücke. Die Gesamtlänge der Seitenöffnungen betragen 91,44 bzw. 185,32 Meter.
Eine Brückenüberquerung an dieser Stelle wurde bereits in den frühen 1970er Jahren diskutiert. Die Arbeiten zum Bau der Brücke im Auftrag des West Virginia Department of Highways begannen 1983 und wurden im August 1985 beendet. Der Entwurf stammt von Arvid Grant and Associates (Entwurfsingenieur David Goodyear) in Zusammenarbeit mit Leonhardt, Andrä und Partner (Entwurfsingenieur Holger Svensson) und kostete rund 38 Millionen US-Dollar. Ausführende Baufirma war Melbourne Brothers. Die Brücke trug ursprünglich den Namen von Frank Gatski, einem Football-Spieler.